# Balberith
Baʿal Berith (en hebreo: בעל ברית‎, lit. 'Baʿal del Pacto') y El Berith (en hebreo: אל ברית‎, lit. 'Dios del Pacto') son títulos de un dios o dioses adorados en Siquem, en el antiguo Canaán, según la Biblia.
El término para «pacto» (en hebreo: ברית‎, romanizado: bərīt) también aparece en textos Ugariticos (segundo milenio a. C.) como brt (𐎁𐎗𐎚), en conexión con Baʿal, y quizás como Beruth en la obra de Sanchoniaton.

## En la Biblia
Jueces es el único libro bíblico que menciona a Baʿal Berith y El Berith. No está claro si son realmente un solo dios, ni si son formas separadas de Baʿal y El. Los estudiosos suponen que él o ellos pudieron haber sido adorados por conexiones con la fertilidad y la vegetación, basándose en Jueces 9:27. Tampoco está claro qué pacto o pactos son referidos por el nombre Berith.
Según Yehezkel Kaufmann, «Baal-berith y El-berith de Jueces 9:4,46 es presumiblemente YHWH», ya que «ba'al era un epíteto de YHWH en tiempos anteriores».
En otra parte, algunos de los siquemitas son llamados «hombres de Hamor»; esto se compara con «hijos de Hamor», que en el antiguo Oriente Medio se refería a personas que habían entrado en un pacto sellado por el sacrificio de un hamor, un asno. «Hijos de Hamor» aparece en el Libro de Génesis y el Libro de Josué, en ambos, como en Jueces, Hamor es llamado el padre de Siquem. El Génesis también presenta a un hombre llamado Hamor que gobernaba en el área de Siquem y tenía un hijo llamado Siquem.

## Relación propuesta con Berouth
En su relato euhemerístico de las deidades fenicias, Sanchoniaton dice que un cierto Elioun, también llamado "el Altísimo", y una mujer llamada Berouth o Beruth habitaban en los alrededores de Byblos, en la costa del actual Líbano. Tenían dos hijos—un varón llamado Epigeius/Autochthon/Cielo y una hija llamada Tierra. Debido a la belleza de esta última pareja, el cielo y la tierra, respectivamente, fueron nombrados como ellos. Según Sanchoniaton, es de Cielo y Tierra que nacen El y varias otras deidades, aunque textos antiguos se refieren a El como creador del cielo y la tierra. Se ha sugerido tanto una relación con el hebreo bərīt («pacto») como con el nombre de la ciudad Beirut para Beruth. Sin embargo, Robert R. Stieglitz demostró que Berouth se conecta mejor con bʾrôt, un nombre para el mar primordial, tehom.

## Literatura rabínica
La tradición rabínica equipara a Baʿal Berith con Beelzebub, «el señor de las moscas», el dios de filisteo Ekron (2 Reyes 1:2). Era adorado en forma de mosca; y la tradición judía afirma que los judíos estaban tan adictos a su culto que llevaban una imagen de él en sus bolsillos, sacándola y besándola de vez en cuando. Baʿal Zebub era llamado Baʿal Berith porque se podría decir que tales judíos hacían un pacto de devoción con el ídolo, no queriendo separarse de él ni por un solo momento. Según otra concepción, Baʿal Berith era un objeto obsceno de adoración idólatra, posiblemente un simulacro priápico. Esto está evidentemente basado en el uso posterior de la palabra «berit» para referirse a la circuncisión.

## Cristianismo
Según la Historia Admirable escrita por el Padre Sebastien Michaelis en 1612, Baʿal Berith una vez poseyó a una monja en Aix-en-Provence. En el proceso del exorcismo, Baʿal Berith reveló voluntariamente no solo su propio nombre y los nombres de todos los otros demonios que la poseían, sino también los nombres de los santos que serían más eficaces para combatirlos.

## Demonología
En la demonología Balberith es un demonio del segundo Orden. Antes de la caída de Lucifer era uno de los querubines del Cielo, y apoyó a Lucifer cuando este se rebeló contra Dios. Jefe secretario y maestro de ceremonias del Infierno. Es el que se encarga de tomar nota de todos los pactos establecidos entre los mortales y los demonios. Ostenta el título de «Escriba del Infierno». Se le ubica entre los más poderosos príncipes del infierno. Puede transmutar cualquier metal en oro, ver cosas del pasado, presente y futuro, e incitar a los hombres a la blasfemia y el asesinato. Originalmente era un dios fenicio (cananeo). Fue el demonio que poseyó a una monja Ursulina en Provenza en 1610.